# توناوی
توناوی (به لاتین: Thunavy) یک منطقهٔ مسکونی در سری‌لانکا است که در استان شمالی (سری‌لانکا) واقع شده‌است.